# Tarachodes haedus
Tarachodes haedus är en bönsyrseart som beskrevs av Max Beier 1957. Tarachodes haedus ingår i släktet Tarachodes och familjen Tarachodidae. Inga underarter finns listade i Catalogue of Life.